# Надежда Бабкина
Надежда Георгиевна Бабкина (родена на 19 март 1950 г. в Ахтубинск) е съветска и руска певица, актриса и телевизионна водеща. Основател и художествен ръководител на вокалния ансамбъл „Русская песня“, от 1994 г. е художествен ръководител на Московския държавен академичен театър със същото име. Народен артист на Русия, Народен артист на Република Карелия, Народен артист на Чеченската република, Народен артист на Република Ингушетия.
През 1967 г. започва обучението си в Астраханското музикално училище, а след завършването му постъпва в Института „Гнесини“ в дирижиращо-хоровия отдел. Тук Надежда Бабкина през 1974 г. сформира вокалния ансамбъл „Руска песен“. През 1985 г. Бабкина постъпва във Висшите театрални курсове в ГИТИС, във факултета по режисура на естрада.
Тя е член на Московската градска дума (2014 – 2019) и член на руската политическа партия „Единна Русия“.

## Дискография
| Заглавие            | От   |
| ------------------- | ---- |
| Душа в степи        | 1986 |
| Шумел камыш         | 1994 |
| Казачка Надя        | 1995 |
| Верила, верила я    | 1998 |
| Чёрная моль         | 1999 |
| Как жахнем!         | 2000 |
| Дама русская        | 2001 |
| Не думала, не знала | 2004 |
| Grand Collection    | 2004 |
| Четыре двора        | 2006 |
| Ковано колесо       | 2006 |
| Летят утки          | 2007 |
| В звёздном хороводе | 2007 |
| Песни России        | 2008 |
| Бабкин рок          | 2010 |
| Новое и неизданное  | 2010 |
| Голоса Вселенной    | 2022 |